# Sidi Farssi
Sidi Farssi (Chênée, 30 december 1981) is een Belgisch-Marokkaanse profvoetballer. Farssi is een middenvelder en speelt bij RE Bertrix. 
Sidi Farssi begon op 14-jarige leeftijd te voetballen bij RC Genk, daar zat hij 1 jaar in de A-kern, voor hij samen met zijn broer Rachid voor Visé ging spelen. Na één seizoen tekende hij bij Geel, toen een stap hogerop. Geel kreeg problemen en zakte naar de derde klasse. 
Hij kon na een transfer aan de slag bij Antwerp FC. Na een half jaar werd hij echter uitgeleend aan Dessel Sport. Voor het seizoen 2007-2008 gaat hij opnieuw aan de slag bij Verbroedering Geel.

## Carrière
- 2002-2003:  KRC Genk
- 2003-2004:  CS Visé (op huurbasis)
- 2004-2006:  KFC Verbroedering Geel
- 2006-08/07:  Antwerp FC
- 08/2007-07:  KFC Dessel Sport (op huurbasis)
- 2007-2008:  KFC Verbroedering Geel
- 2008-2009: KFC Dessel Sport
- 2010-2016:  RE Bertrix
- 2017-.....: EMBO